# Чо Чон Бок
Чо Чон Бок (нар. 2 липня 1988) — північнокорейська борчиня вільного стилю, дворазова бронзова призерка чемпіонатів Азії.

## Життєпис
Боротьбою почала займатися з 2005 року.
Виступала за спортивну команду Міністерства торгівлі, Пхеньян. Тренер — Кан Чан Йон.

## Спортивні результати на міжнародних змаганнях

### Виступи на Чемпіонатах світу
| Змагання                        | Збірна         | Вагова категорія          | Місце |
| ------------------------------- | -------------- | ------------------------- | ----- |
| Чемпіонат світу з боротьби 2009 | Північна Корея | жіноча боротьба, до 55 кг | 13    |

### Виступи на Чемпіонатах Азії
| Змагання                       | Збірна         | Вагова категорія          | Місце  |
| ------------------------------ | -------------- | ------------------------- | ------ |
| Чемпіонат Азії з боротьби 2009 | Північна Корея | жіноча боротьба, до 55 кг | Бронза |
| Чемпіонат Азії з боротьби 2011 | Північна Корея | жіноча боротьба, до 55 кг | Бронза |

### Виступи на інших змаганнях
| Змагання                                 | Збірна         | Вагова категорія          | Місце |
| ---------------------------------------- | -------------- | ------------------------- | ----- |
| Відкритий кубок Монголії з боротьби 2014 | Північна Корея | жіноча боротьба, до 63 кг | 8     |